# Regula Späni
Regula Späni (* 10. Februar 1965) ist eine Schweizer Sportmoderatorin und Redaktorin.

## Leben
Regula Späni wuchs mit zwei Geschwistern in Winterthur auf und ist die Tochter des Opernsängers Paul Späni und einer Balletttänzerin. Bis zu ihrem 20. Lebensjahr verfolgte sie eine Karriere als Spitzensportlerin. Im Schwimmsport holte sie zwölf Schweizermeistertitel. Nach ihrer Ausbildung an der Sportschule in Magglingen arbeitete sie als Sportlehrerin in Cham.
1989 begann sie ein Volontariat in der Redaktion «Sport» des Schweizer Fernsehens. Ab 1990 war sie als Moderatorin und Redaktorin in den Sendungen Sport aktuell und Sportpanorama tätig, 1997 auch in der Sendung time out und ab August 2009 in der Talk-Sendung sportlounge. Per Ende Mai 2010 zog sie sich vom Schweizer Fernsehen zurück. 
Sie ist mit dem für das Schweizer Fernsehen tätigen Sportredaktor Stefan Bürer verheiratet und dreifache Mutter.